# LAN-party
Et LAN-party (også kaldet Net-party eller bare LAN) er oftest en midlertidig begivenhed, hvor deltagerne medbringer deres egne computere, som kobles sammen i et netværk, hovedsagligt for at spille konkurrencer i multiplayerspil. Et LAN-party kan findes i mange størrelser, med varierende indhold, bl.a. i forhold til, hvilke spil der afvikles konkurrencer i. LAN-parties starter ofte om aftenen og forløber som regel over 3-4 dage i forbindelse med weekend og/eller helligdage. Det sker ofte ved et LAN-party, at nogle konkurrencer forløber det meste af natten.

## Private LAN-parties
Private LAN-parties er oftest mindre grupper på mellem 3 og 15 personer, som er samlet i en af deltagernes hjem. De kendetegnes ved, at der ikke er den store planlægning og oftest er noget der er stablet hurtigt på benene. For at afholde et privat LAN-party, skal man bruge en hub eller switch med porte nok til, at alle computerne kan kobles til. Der kan også benyttet trådløst netværk, sammen med et accesspoint eller vha. ad-hoc. Til private LAN-parties spiller folk hovedsageligt for sjov og for hyggens skyld. Arrangementerne varer oftest et døgns tid eller en weekend, hvor folk så overnatter og spiller videre næste dag/nat. De kan dog strække sig over længere tid.
Derimod kaldes det for "spilleaften" hvis man kun spiller til en 2-3 tiden om natten og derefter går hver til sit eller i seng. Hvor i mod et lan party varer hele natten.

## Store LAN parties
Der findes en række store LAN-parties rundt om i verden, hvor der kan være op til 6.500 deltagere. Disse arrangementer er modsat de private, gerne velstrukturerede og godt forberedt. De kendetegnes ved, at de er professionelle og der er planlagt forskellige kampe i spil som Counter-Strike, Warcraft, Battlefield, mv. Der kan oftest vindes sponsorpræmier på adskillige tusinde kroner. Her er det ofte klaner (grupper af spillere), der kæmper mod hinanden. Der findes dog også 1-on-1 (1 mod 1) baner, hvor det kun er to spillere, der spiller mod hinanden.
Til de store arrangementer er der ofte tilknyttet andre ting, end selve konkurrencerne i de forskellige spil. Der kan også være konkurrencer – eller bare udstillinger – om hvem der har de flottest moddede (stylede/ændrede) computerkabinetter, eller hvem der er den bedste overclocker.
Verdens største LAN-party er det svenske Dreamhack.
De har verdensrekorden på flest deltagere, med et deltagerantal i 2020 på over 22.810.